# Ommatius hageni
Ommatius hageni är en tvåvingeart som först beskrevs av de Meijere 1911.  Ommatius hageni ingår i släktet Ommatius och familjen rovflugor. Inga underarter finns listade i Catalogue of Life.